# Batanes (Santo Domingo)
Batanes es una localidad peruana ubicada en el distrito de Santo Domingo, perteneciente a la provincia de Morropón del departamento de Piura, al norte del Perú. 

## Ubicación
Batanes se ubica al norte de la provincia de Morropón, en el distrito de Santo Domingo, en el departamento de Piura.

## Demografía
En 2017 Batanes tenía una población de 30 habitantes.
| Gráfica de evolución demográfica de Batanes entre 1993 y 2017 |
|                                                               |
| Fuentes: Población 1993 y 2017                                |